# أولجاث
كانت أولجاث (وباللغة الجورجية: ოლჯათი)؛ من مواليد عام 1289– والتُوفيت في عام 1302) ملكة جمال جورجيا وزوجة ملكين متتاليين، فاختانغ الثاني (حكم 1289-1292) ودافيد الثامن (1292 1311). كانت أولجاث ابنة أباقا خان، حاكم إمبراطورية المغول من الدولة الإيلخانية.

## أصلها
كانت أولجاث الابنة الصغرى لأباقا خان، وكانت والدتها إما ماريا بالايولوجينا زوجة أباقا خان، وهي ابنة غير شرعية للإمبراطور البيزنطي ميخائيل الثامن باليولوج والبلجيكية إيجيكشي، وهي محظية. كانت أولجاث جدة جدة جنكيز خان العظيم.

## الزواج الأول
يروي التاريخ المجهول في القرن الرابع عشر في سجل المائة عام، وهو جزء من السجلات الجورجية أن بعد وفاة ديمتريوس الثاني من جورجيا في عام 1289، أرسل أرغون خان النبلاء الجورجيين المؤثرين كوثلو- بوغا إلى ديفيد الأول من إيميريتي، عم الملك المُتوفى، والمزايدة عليه بإرسال ابنه فاختانج، الذي كان يهدف إلى وضعه حاكمًا لعرش جورجيا، كي يزوجه لأخته أولجاث. كان أجل فاختانغ قصيرًا ومات في عام 1292، دون تفاصيل معروفة.

## الزواج الثاني
بعد وفاة زوجها، تزوجت أولجاث، بموافقة من الإمبراطور ابن عم فاختانج وخليفته ديفيد الثامن، ابن ديمتريوس الثاني. سرعان ما أثار ديفيد تمردًا ضد هيمنة المغول ورسخ حكمه في جبال ميتيوليتسي. وفي 1298، كانت أولجاث جزءًا من الوفد الذي بعث به ديفيد للتفاوض مع القائد المغولي كتلوشة، الذين استقبلوا الملكة مع تكريم خاص لكونها أميرة المغول. أُعطيت أولجاث ضمانات لسلامة الملك في صورة حلقة ومنديل كإشارة إل العفو عن زوجها، في حين يُطلق سراح سيبوتشي ابن كتلوشة الذي أُخذ كرهينة. ومع ذلك، تم احتجاز الملكة بعد أن رفض ديفيد المفاوضات، ونُقلت إلى إيران حيث قرر إيلخان أنه يجب عليها ألا تعود مرة أخرى إلى زوجها. وعندما علم ديفيد بذلك، تزوج من ابنة حمادة سوراملي في عام 1302.
لم يتم الإبلاغ عن أي أطفال في سجلات العصور الوسطى لزواج أولجاث وديفيد، لكن ظهرت فرضية حديثة تدعي أن أندرونيكس وميلشيزديك، أمراء الاستاني في القرن الثالث عشر، والمعروفين من الوثائق المعاصرة، هم أبناءهم.